# المير داماد
السَّيِّدُ مُحَمَّدٌ بَاقِرُ بْنُ مُحَمَّدٍ بْنِ مَحْمُودٍ بْنِ مُحَمَّدٍ بْنِ عَبْدِ الْكَرِيمِ ٱلْمَرْعَشِيُّ الْحُسَيْنِيُّ الْأَسْتَرْآبَادِيُّ.(بالفارسية: محمد باقر مرعشي حسيني أسترآبادي)، ٱلْمَعْرُوفُ ٱلْمِيرُ دَامَادُ وَٱلْمُعَلِّمُ ٱلثَّالِثُ وَأُسْتَاذُ ٱلْبَشَرِ (المتوفى 1041 هـ)، هو عالم وفيلسوف مِنْ  بِلادِ فَارِس مِنْ أَصْلٍ عَرَبِيٍّ، وهو من العلماء الكبار وأصحاب الحكمة المتميزين في العهد الصفوي. ولد في القرن العاشر الهجري، كان مِنْ مؤسسي مَدْرَسَةُ أَصْفَهَانَ لعلم الكلام الشيعي يرجع نسبه إلى ٱلسَّيِّدُ قَوَامُ ٱلدِّينِ ٱلْمَرْعَشِيُّ  مؤسس ٱلدَّوْلَةُ ٱلْمَرْعَشِيَّةُ وهو الذي يرتقي بنسبه إلى عَلِيٍّ ٱلْمَرْعَشِيُّ بن عَبْدُ ٱللّٰهِ ٱلْمُحَدِّثُ بن مُحَمَّدٍ ٱلسَّلِيقِ بن ٱلْحَسَنِ دَكَّةَ بن ٱلْحُسَيْنُ ٱلْأَصْغَرُ بن عَلِيٍّ ٱلسَّجَّادُ بن ٱلْحُسَيْنُ بن عَلِيٍّ بن أَبِي طَالِبٍ. يعتقد أن من أطلق عليه لقب «المير داماد» هو والده شَمْسُ ٱلدِّينِ السَّيِّدُ مُحَمَّدٌ الْحُسَيْنِيُّ الْأَسْتَرْآبَادِيُّ. توفي بالنَّجَفُ.

## ٱلْوِلَادَةُ
ولد مُحَمَّدٌ بَاقِرُ الْحُسَيْنِيُّ الْأَسْتَرْآبَادِيُّ سنة 960 هـ.ق، تاريخ وفاته سنة 1041 هـ .ق وعندما توفي كان بعمر 80 سَنَة لذا فان ولادته كانت سنة 960 هـ.ق .لقب الاسترآبادي ربما يرجع إلى أجداده الذين سكنوا أستراباد لكنه لم يولد في أسترآباد لأن والده كان في مركز الدولة السياسي وأن عائلته لم تسكن منطقة أسترآباد أبداً.
هنالك قصة طريفة تنقل حول زواج والده محمد الداماد من ابنة المحقق الكركي.
في كتاب نجوم السماء للفاضل الداغستاني ينقل أن الشيخ علي بن عبد العالي (المحقق الكركي) رأى بالمنام أن علي بن أبي طالب يأمره بتزويج ابنته إلى محمد الداماد ( والد الفيلسوف المير داماد ) و قال له علي بن أبي طالب أنه سوف يولد من ذلك الزواج ولد يرث علوم الأنبياء والأوصياء لذلك قام الشيخ بتزويج ابنته حسب الأمر المناط له كما ينقل وفعلا ولد الفيلسوف المير داماد الذي برع في مختلف العلم الشرعية والفلسفة والفقه والمنطق وغيرها.

## ٱلتَّحْصِيلُ ٱلدِّرَاسِيُّ وأُسْتَاذَتُهُ
لقد نشاء محمد باقر عند عائلة معروفة بالفضل والعلم ومنذ طفولته كان متشوقا ومتلهفا لتحصيل العلوم. لقد درس العلوم الدينية في خراسان وتتلمذ على يد أفضل الأساتذة هناك. ومن اساتذته في مشهد علي ابن أبي الحسن الموسوي العاملي. يقول عنه الشيخ الحر العاملي في كتابه امل الامل "لقد كان من اكابر العلماء والفضلاء في عصره ومن طلابه كان شيخنا الشهيد الثاني. انه كان انسانا عابدا، فقيها، زاهدا وورعا. على ابن أبي الحسن العاملي كما هو معروف من لقبه فانه يرجع إلى منطقة جبل عامل في لبنان والذي هاجر فيما بعد إلى إيران. ومن ضمن أساتذته الذين اثروا فيه علميا الشيخ عز الدين حسين بن عبد الصمد الحارثي العاملي الذي لد عام 984 هـ.ق وهو أبو الشيخ البهائي من العلماء المعروفين في جبل عامل في لبنان. لقد كان طالبا عند زين الدين علي بن أحمد العاملي المعروف بالشهيد الثاني.
بعد مقتل الشهيد الثاني على يد مؤيدي العثمانيين ترك منطقة جبل عامل التي أصبحت غير امنة وهاجر إلى إيران التي اتخذت مذهب التشيع كمذهب رسمي وأصبحت منطقة امنة للشيعة. اثناء الهجرة كان معه ولده محمد الذي لم يكتسب لقب الشيخ البهائي بعد والذي كان عمره 13 عاما فقط. الشيخ عز الدين حسين بن عبد الصمد بعد مدة من الزمن تقلد منصب شيخ الإسلام في منطقة قزوين عاصمة الدولة الصفوية بقيادة الشاه طهماسب وفي سنة 969 هـ.ق تقلد نفس المنصب في مشهد. استقراره في مشهد لم يدم سوى سنتين وفي عام 971هـ.ق هاجر إلى هرات ذات الأغلبية السنية. بعد هجرته إلى هرات أخذ يلتف حوله مجموعة من العلماء وطلبة العلم وخلال ثمان سنوات من مدة اقامته هناك (979-971 هـ.ق) تأسست حوزة علمية عريقة خرجت الكثير من العلماء. استفادة الميرداماد من الشيخ عزالدين كانت خلال هذه الفترة لأنه كما قلنا بان الشيخ أقام في مشهد حتى 971هـ.ق والفيلسوف الميرداماد بداء دراسته خلال نفس الفترة في مشهد لكنه لم يستفد من الشيخ بشكل واسع لان الدروس التي كان يلقيها الشيخ كانت تخص السطوح العلياء من التدريس وحينها كان عمر الميرداماد 11 عاما لكنه حضر دروس الشيخ في أواخر اقامته في هرات حيث أصبح الميرداماد شابا نابغا يستوعب الدروس من هكذا عالم ومن مؤلفاته عقد الطهماسبي ووصول الاخيار إلى الاخبار. و من اساتذته أيضا كان خاله الفقيه عبد العالي العاملي الذي لد عام 993هـ.ق وهو ابن المحقق الكركي . يقول عنه الشيح الحر العاملي في كتابه امل الامل "لقد كان فاضلا، محققا ,فقيها، محدثا , متكلما، عابدا ومن اكابر العلماء في عصره.
هؤلاء العلماء الثلاث الذي ذكرتهم كتب التاريخ والأحوال وأطلقت عليهم أساتذة ومشايخ المير داماد كانوا متبحرون في علوم النقلية. لكن اساتذته في العلوم العقلية التي اشتهر فيها لم يكونوا معروفين في الحقيقة الا ما ذكره آراي عباسي في كتابه تاريخ العالم حيث تم في هذا الكتاب مناقشة حياة الميرداماد اثناء اقامته في مدينة هرات وتردده على وليه عهد طهماسب الأول المعروف بمحمد خدابندة حيث كانت تدور هنالك مباحثات مع أمير فخر الدين سماك الاسترآبادي الذي يعتقد انه من أساتذة الميرداماد في العلوم العقلية. في نفس هذا الكتاب اثناء شرح حياة فخر الدين السماك الاسترآبادي جاء انه كان متبحرا في العلوم العقلية وكان من طلبة امير غياث الدين منصور الشيرازي. حاشية على تجريد الكلام في تحرير عقائد الإسلام كان من مؤلفاته. كما يقول قطب الدين لاهيجي تلميذ الميرداماد حول استاذه انه كان يطالع الكتب بنفسه ويتعلم بقدرته الذاتية. اعتمادا على ما ذكره قطب الدين لاهيجي يجب ان نعترف ان أستاذ الميرداماد في الفلسفة والحكمة كان فخر الدين السماك الذي عرف بآرائه المستقلة وحاشية على الإلهيات التي تشكل جزء من كتاب تجريد الاعتقاد كان مؤلفه الوحيد الذي نعرفه عنه. ولي العهد محمد خدابندة في عام 980هـ.ق ترك هرات واقام في شيراز، في نهاية إقامة ولي العهد في هرات، الميرداماد كانع عمره اقل من 20 سنة. حيث يقول عنه آراي عباسي يبدو ان الميرداماد يمتلك الاستعداد والنبوغ العالي للتبحر في العلم وكان عبقريا في فهم وتحليل المباحث الفلسفية الدقيقة والمعقدة. كانت فترة دراسته في هرات فترة ذهبية وغنية بالعلوم وفي نهاية هذه الفترة عرف كعالم مرموق في العلوم العقلية والنقلية. كما قلنا بان الشيخ عز الدين حسين بن عبد الصمد العاملي أستاذ الميرداماد في عام 980هـ.ق ترك مدينة هرات ورجع إلى قزوين وفي نفس العام قام ولي العهد بأمر الشاه طهماسب بترك هرات والاتجاه صوب شيراز لتسلم منصب حكومة شيراز وترك حكم مدينة هرات بعهدة ابنه حمزة ميرزا. انتقال ولي العهد من هرات إلى شيراز كان بمثابة رفض الشاه لولي عهده وفي الحقيقة كان لعزله من منصب ولي العهد. اثناء هذه التطورات، ترك الشيخ عزالدين حسين العاملي هرات ورجع إلى العاصمة قزوين وبعد مهاجرته لم تعد هرات ذات أهمية علمية كما في السابق لذلك قام الميرداماد بترك مدينة هرات خلال هذه الفترة.

## ٱلْهِجْرَةُ إِلَىأَصْفَهَانَ
في عام 984 هـ.ق توفي الشاه طهماسب الذي تولى السلطة من عام (920 إلى 984) هـ.ق والذي عمل باجتناب المحرمات والتقيد بالأحكام الشرعية حيث تولى السلطة من بعده ولده الشاه إسماعيل الثاني (984 إلى 985) هـ.ق والذي كانت تصرفاته واعتقاداته عكس والده. في الفترة التي كان فيها الشاه طهماسب معروفا بالزهد والنقاء كان ولده الشاه إسماعيل الثاني غير ملتزم دينيا ومعروف بالنفور من والده، العلماء الذين كانوا في زمن والده منبوذين بحجة دعم أهل السنة والجماعة قام بحمايتهم وتقريبهم منه ووفر لهم الحماية اللازمة اما بالنسبة للمطربين الذي كانوا في زمن والده منبوذين بحجة اجتناب المحرمات قام بإرجاعهم والتفوا حوله ومارسوا نشاطهم بسهولة. بداية حكم إسماعيل الثاني كانت سببا لهجرة علماء كبار مثل المير داماد والشيخ البهائي إلى مدينة أصفهان وابتعادهم عن أجهزة الدولة وخصوصا ما قام به الشيخ عز الدين والد الشيخ البهائي واستاذه عندما هاجروا إلى الباحرين بعد أداء الحج وقرروا الابتعاد عن مركز الحكومة. خلال هذه الفترة كانت أصفهان مليئة بالمدارس الممتازة والأساتذة الكبار وكذلك طلابها كانوا جديين ومجتهدين في نيل العلوم والمعارف. الميرداماد كان يُدرِس الحكمة في مدرسة (خوجة أصفهان). والشيخ البهائي أيضا كان يدرس التفسير، الحديث وعلم الرجال والميرفندرسكي المعاصر للمير داماد كان يدرس الملل والنحل خلال تلك الفترة.
خلال فترة حكم الشاه عباس الصفوي في سنة 999 هـ.ق اتخذ من أصفهان عاصمة للدولة بدل قزوين وكان عباس الصفوي يحترم العلماء ويكرمهم ويقدم لهم الحوافز والبيئة الامنة مما أدى إلى ان تأخذ حوزة أصفهان تدريجيا بالاتساع واكتساب الأهمية من قبل العلماء.

## ٱلصَّفَوِيَّةُوَعُلَمَاءُٱلشِّيَعَةِ
ظهور السلالة الصفوية تعد واحدة من الوقائع المهمة في تكوين تاريخ إيران حيث اثرت في وجود التشيع وجعلته ينتشر. قبل وصول الصفويين كانت اغلب المناطق في إيران تتبع أحد المذاهب السنية ومناطق معدودة تتبع المذهب الشيعي. بعد بداية سيطرة السلالة الصفوية من خلال إسماعيل الصفوي الذي حكم من عام(892-930) هـ.ق أخذ المذهب الشيعي ينتشر وأصبح المذهب الرسمي للدولة. الشاه إسماعيل الصفوي اهتم كثيرا وبذل جهدا كبيرا حتى ينتشر مذهب التشيع في كافة انحاء إيران وبعده ولاة عهده أيضا ساروا على نهجه وبقوا أوفياء لمذهب التشيع. من هذا المنطلق اخذوا على عاتقهم دعوة علماء الشيعة البارزين إلى مركز حكومتهم وشجعوا العلماء ومهدوا لهم الطريق ووفروا لهم ما يحتاجون.

## ٱلصَّفَوِيَّةُوَٱلصُّوفِيَّةُ
الصفويون طائفة مزج اسمهم بالصوفية وبعد ما سيطرت على الحكم اعتبروا أنفسهم الأب الروحي للصوفية وكان لديهم أعلى مراتب التصوف السني لذا اخذوا يبتعدون عن كبار الصوفية ويقللون من قدرتهم ونفوذهم ومن ناحية أخرى أظهروا اهتمامهم بعلماء الشيعة. أما السبب فهو خارج موضوع البحث.

## حَوْزَةُأَصْفَهَانَ
خلال حكم الشاه عباس الصفوي في أصفهان، عاصمة الدولة الصفوية، تكونت فيها حوزة علمية عظيمة وكانت لديها شهرة كبيرة في العالم الإسلامي واخذت الطلاب والعلماء تتوافد اليها من كافة انحاء العالم. جمعت حوزة أصفهان بشكل ممتاز بين العلوم العقلية والنقلية وأكثر علمائها جمعوا بين المعقول والمنقول.

## ٱلْعُلُومُ ٱلْعَقْلِيَّةُ وَٱلنَّقْلِيَّةُ
العلوم النقلية هي العلوم التي تتكون اساسياتها من الأخبار والأقوال و في النهاية تحقق عقليا وحينها يمكن الاستفادة منها . تحلل العلوم النقلية من حيث الصحة والسقم، الصدق والكذب و كيفية الاستدلال. الأدب، التاريخ , الفقه والحديث والتفسير تعتبر من العلوم النقلية . اما العلوم العقلية هي العلوم التي تستند بشكل أساسي على العقل والتحليل العقلي والمنطقي مثل الكلام، الفلسفة, العرفان والرياضيات. من أهم مميزات حوزة أصفهان هو رواج الفلسفة والحكمة فيها .كما قلنا بأن ملوك الصفوية اعتبروا أن عباس الصفوي هو الأب الروحي لهم ونبذوا علماء التصوف وابعدوهم عنهم ومن جهة أخرى اعتبروا علماء الصوفية مخالفين للتشيع . هذان العاملان اديا إلى اضعاف التصوف وفقدان المنزلة الاجتماعية لهم. خلال هذه الفترة بدأت حركة جديدة مزدهرة في الفلسفة والحكمة الإسلامية وكانت هذه الحركة ناضجة وكاملة، فترة الازدهار هذه كانت في عصر الميرداماد وهي الفترة التي ظهر فيها الملا صدرا الشيرازي والذي ادخل الحكمة مرحلة جديدة سميت بالحكمة المتعالية.

## ٱلْحِكْمَةُوَٱلْفَلْسَفَةُ
الحكمة تختلف عن الفلسفة، في كتاب تاريخ الفلسفة في الإسلام خلال توضيح الحكمة : الحكمة هي المعرفة والتي بقيت إلى يومنا هذا في عالم التشيع لها أهميتها البارزة وهي ليست نفسها التي تسمى في الغرب بالفلسفة. و هي ليست تصوف حتى ان في الغرب مع الأسف يضعونها ضمن الحركات شبه الروحية ولا هي علم الكلام . الحكمة الي وصلت في أيام الصفوية إلى التكامل واستمرت إلى يومنا هذا هي خليط من سلسلة من العلوم ضمن اطار التشيع. أهم عناصر الحكمة هي التعاليم الباطنية لأئمة الشيعة بخصوص نهج البلاغة لعلي ( عليه السلام).

## ٱلْحِكْمَةِفِي حَوْزَةِأَصْفَهَانَ
في عصر المير داماد كانت حوزة أصفهان مصدر الحكمة بحيث أخذ العلماء يأتون من كافة أنحاء العالم لدراسة الحكمة. بلا شك ان حصول حوزة أصفهان على هذا الامتياز كان مرهونا بوجود علماء افذاذ مثل المير داماد بالإضافة إلى الشيخ البهائي والمير فندرسكي الذين كانوا من أفضل الوجوه المعروفة في حوزة أصفهان وكانت لهم مكانة مرموقة.

## مُعَاصِرُو ٱلْمِيرِ دَامَادَ
المير داماد ومعاصروه كانت لهم أهمية واحترام لدى الشاه عباس الصفوي واعتبرهم من أصدقائه المقربين وجالسهم في مجلسه. صداقتهم مع الشاه عباس الصفوي كانت لها أسباب من ضمنها صداقة آبائهم مع الملوك الصفويين السابقين. من العلماء المعاصرين للمير داماد كان الفقيه، المحدث, المفسر، المتكلم , الشاعر والأديب بهاء الدين محمد الحارثي العاملي المشهور بالشيخ البهائي (953-1030هـ).ق . لقد كان متبحرا في كل العلوم المتداولة آنذاك ولكنه كان يختص أكثر في العلوم النقلية وكان متميزا فيها لكنه اهتمامه بالعلوم النقلية لم يجعله بعيدا عن العلوم العقلية مثل الكلام، السير، العرفان والسلوك ولديه اشعار كثيرة بهذه الصبغة بحيث ينسبون له الصوفية من خلال اشعاره. شخصيته العلمية كانت متبحرة ومتميزة بالعلوم النقلية وبخصوص العلوم العقلية وخاصة الحكمة فانه لم يكن صاحب تأليف.
الشيخ البهائي كان بمنصب شيخ الإسلام والمفتي لمدينة أصفهان وكانت على عهدته مسؤوليات الأمور الدينية كافة. كان لديه اهتمام واسع في السلوك والعرفان ولم يكن لديه توجه للأمور الدنيوية. لقد كانت مثنوياته (في اللغة العربية كلمة مثنوي تعني النظم المزدوج الذي يتحد شطرا البيت الواحد يكون لكل بيت قافيته الخاصة) من حيث صورها ومعناها كانت تشبه مثنويات المولوي وهي الشاهد على انه كان صوفيا. الشيخ البهائي والمير داماد كانوا أصدقاء مقربين جدا من بعضهم البعض وعلى الرغم من ان لهم اراء مختلفة حول بعض المواضيع وكانوا يختلفون فيما بينهم الا ان ذلك لم يؤثر في صداقتهم، توفي الشيخ البهائي قبل الميرداماد بإحدى عشرة سنة في عام 1030 هـ.ق. بعض تأليفاته في العلوم مثل : الجامع العباسي في الكلام، الفوائد الصمدية في الأدب العربي، خلاصة الحساب في علم الجبر، تشريح الافلاك في النجوم والهيئات، تفسير القران، بعض المثنويات والكثير من الملفات. من الشخصيات المتميزة التي عاصرت المير داماد في حوزة أصفهان كان مير أبو القاسم الفندرسكي المعروف بـ (مير فندرسكي).
كان من أسترآباد من مقاطعة مازندران بعد ما درس المقدمات على يد الفلاسفة المسلمين صار أستاذا في الفلسفة المشائية في أصفهان ونظرا لقرب والده من البلاط الملكي أصبح هو أيضا مقرب من الشاه عباس الصفوي. لقد سافر إلى الهند عدة مرات وتعرف هناك بالحكماء الهنود ودرس نظرياتهم وكانت له مكانة مرموقة ومحترمة عند امراء وحكام الهند. بالإضافة إلى اتقانه العربية والفارسية كان يحيط باللغة البهلوية والسنسكريتية و يعتبر فيلسوف مشائي ولم يكن يهتم للأمور الدنيوية خلال حياته ومن ضمن ملفاته شرح المهارة، الرسالة الصناعية، مقولة الحركة، تاريخ الصفوية وكثير من الملفات الأخرى. توفي بعد تسع سنوات من وفاة الميرداماد حيث توفي في عام 1050 هـ.ق.

## ٱلْمَكَانَةُ ٱلْعِلْمِيَّةُ لِلْمِيرِ دَامَادَ
المير داماد كانت له اثار كبيرة ومهمة في العلوم الشرعية. كانت له آراء مستقلة في مختلف العلوم الفقهية وأصول الفقه. كانت له اثار قيمة في الفقه مثل تعليقاته على الكتب الحديث الأربع لدى الشيعة، تعليقاته على كتب الرجال والتفاسير المختلفة للقران الكريم وهذا النشاط والاهتمام يشير إلى شخصيته العلمية. لكنه كان متبحرا وملما بالحكمة والفلسفة حتى ان بعضهم أطلقوا عليه (المعلم الثالث) حيث اعتبره الحكيم ملا هادي السبزواري في شرح المنظومة وقال انه المعلم الثالث ويأتي بعد ارسطو والفارابي. الميرداماد في جميع المسائل المهمة في الفلسفة والحكمة كان له استقلاله الفكري الخاص ومن حيث الاقتدار في أداء المباحث الفلسفية المهمة وتحديد المشاكل والمعضلات في الحكمة والفلسفة، حقا انه كان أستاذا وله منزله خاصة. مدرسته الفلسفية كانت ذا أهمية عظيمة بحيث ان من يحصل على إجازة لحضور دروسه الفلسفية كان يتباهى اما الاخرين. فاضل طوني يقول عن الميرداماد ذاكرا المنزلة العلمية له: «اليوم اِفتخر امام العلماء وقل انا فهمت كلام الميرداماد». وأيضا من خلال المدح العظيم الذي ذكره الملا صدرا مبينا المنزلة العلمية للميرداماد نعرف من خلاله أهمية هذا الفيلسوف. والميرداماد كان يعتبر نفسه معلما وهذا ما جاء في بعض كتاباته حيث إذا أراد ان ينقل من الفارابي كان يقول: أبو نصر الفارابي كان شريكنا في التعليم. وفي بعض الاحيان إذا أراد ذكر بهمنيار تلميذ ابن سينا كان يقول: تلميذنا بهمنيار. ينقل انه في يوم من الأيام كالعادة حضر الملا صدرا للدرس عن الميرداماد لكن الميرداماد تأخر ولم يحضر الدرس. في هذه الاثناء دخل تاجر إلى مكان الدرس لأجل عمل ما ولان الميرداماد لم يكن موجودا بداء الحديث مع الملا صدرا. سأله الرجل التاجر هل الميرداماد أفضل ام العالم الفلاني أفضل؟ الملا صدرا اجابه بان الميرداماد أفضل. في هذه الاثناء وصل الميرداماد وتوقف خلف الجدار واخذ يستمع إلى حديث تلميذه والتاجر. أخذ التاجر يعدد أسماء العلماء واحدا تلو الآخر ويجيبه الملا صدرا بان الميرداماد أفضل. بعدها سأله التاجر من هو الأفضل؟ الميرداماد ام الشيخ الرئيس ابن سينا. الملا صدرا قال: الميرداماد أفضل. سأله الرجل مرة ثانية، الميرداماد أفضل أم المعلم الثاني(الفارابي)؟ تردد الملا صدرا وسكت، في هذه الاثناء قال الميرداماد من خلف الجدار: «لا تخاف يا صدر وقل ان الميرداماد أفضل»

## آرَاءُ ٱلْمِيرِ دَامَادَ فِيٱلْحِكْمَةِ
حول نظريات وآراء المير داماد في كتاب تاريخ الفلسفة في الإسلام جاء «الميرداماد أكثر من أي الم اخر احيا فلسفة ابن سينا والحكمة الاشراقية في أرضية التشيع وكان سببا لظهور وبناء الملا صدرا». لقد علم نفسه الفلسفة اليمانية أو حكمة الأنبياء في مقابل الفلسفة اليونانية التي تعتمد بشكل أساسي على العقل. الحكمة اليمانية هي الحكمة التي أرسلها الله للأنبياء عن طريق الوحي والاشراق والتي وصلت إلى البشر. اليمن تمثل الجزء الأيمن أو المشرق وهو الوادي الذي سمع منه موسى عليه السلام كلام الله سبحانه وتعالى. من هذا المنطلق يعتبر المشرق هو منشاء الانوار الاهية ونقطة مقابل المغرب الذي يعتبر مركز الفلسفة المشائية. لقد امتاز الميرداماد بخصيصتين عن سائر علماء عصره وهما: أولا كيفية تنظيم وتنسيق رسالاته وابتكاره لنظرية الحدوث الدهري والتي كانت محور آثاره واهتمامه. النظم والنسق التي امتازت بها آثاره مثلا القبسات والتقديسات والتي كانت تختلف بشكل كلي عن كتب الفلسفة الإسلامية التي بدأت في بداية المنطق ومن ثم الطبيعيات والرياضيات والإلهيات. ولو اطلعنا كمثال على عشرة فصول من كتاب القبسات لوجدنا شرح وافي للحدوث، تقسيمات الحدوث، الاستشهاد بالقران والحديث، الكيفية، الزمان، نقد المنطق، القدرة وإرادة الحق، جوهر العقل، مراتب الوجود والقضاء والقدر حيث كانت من اختصاصه. الخصيصة الثانية التي امتاز بها المير داماد كانت مرتبطة بتصوره للزمان. حيث السؤال كان هل ان العالم حديث ام قديم والذي محل نقاش الفلاسفة والمتكلمين في العالم الإسلامي والمسيحي وفي اليونان. الميرداماد لقد حلل الحدوث إلى ثلاث اقاسم، الزمان والدهر والسرمد حيث الدهر والسرمد يمثلان القدم ومن خلالها وجد الحل. الذات الاهية أو الجوهر الإلهي هي خلف كل التمايز والوجود ومنشاء أسماء الله. هذان الصفتان مفصولات عن ذات الله وفي نفس الوقت مندمجات معا. هذه الرابطة القوية بين الذات والصفات والتي لا تقبل التغيير ابدا كان المير داماد يسميها بالسرمد. السرمد قديمة في المعنى وخلف كل المخلوقات والحوادث. الأسماء والصفات ومن المؤكد هي نفسها الصور النوعية والتي تعتبر منشاء عالم التغيير، المثل الافلاطونية أو باصطلاح الاشراقيون تعرف برب النوع. العلاقة بين الصور النوعية وعالم التغيير مثل انعكاس القمر في النهر الجاري حيث صورة القمر تبقى ثابته اما المادة التي انعكس عليها ضوء القمر تكون في حالة الحركة. الميرداماد يسمي هذه العلاقة بين الثابت والمتغير بالدهر. والعلاقة بين المتغير والمتغير الآخر أطلق عليها الزمان. مادام هذا العالم يحدث بواسطة رب النوع أو المثل، لذلك ان حدوثه يعتبر دهري وليس زماني.

## ٱلْمِيرِ دَامَادَوَٱلْعُلُومُ ٱلطَّبِيعِيَّةُ
لقد كان للمير داماد علاقه وتوجه نحو العلوم الطبيعية حيث كانت له أبحاث منجزة حول النحل. يُنقل ان الشاه عباس طلب من الميرداماد ان يدرس سلوك النحل وكيفية تكوينه للعسل. لذلك أمر المير داماد ان يبنوا بيت زجاجي للنحل ويوضع فيه ومن خلاله يراقب سلوك النحل ويرى ماذا يحدث، فجأة قام النحل بتشميع البيت الزجاجي واستمر في العمل وأيضا بقي هذا الأمر مجهولاً.

## ٱلْمِيرِ دَامَادَوَٱلشِّعْرُ
المير داماد الأسترآبادي أيضا مثل بقية علماء وحكماء عصره كانت له ذائقة شعرية ومطلعا على الشعر والشعراء وكان يجيد الشعر باللغتين العربية والفارسية وجمعت اشعاره فيما بعد بكتاب أطلق عليه ديوان المير داماد. بشكل عام كان علماء تلك الفترة ينظمون الشعر بمحتوى ومضامين عالية. لكن على الرغم من ذلك وصل الشعر في العهد الصفوي إلى مرحلة النكسة والتراجع بسبب تقريب الفقهاء وإبعاد التصوف عن الساحة. و يعتبر الميرداماد من شعراء العصر الصفوي على الرغم من انه كان مهتما بالحكمة لكنه كان يحب الشعر ويجيده و كانت لديه اشعر جميلة وجيدة لكنه لا يعتبر شاعر من الطراز الأول لكن ذائقته الشعرية وجمال شعره والتفاتاته الرائعة غير قابلة للنكران.

## تَلَامِذَتُهُ
1. محمّد بن إبراهيم الشيرازي المعروف بصدر المتألّهين.
2. محمّد محسن بن مرتضى الكاشاني المعروف بالفيض الكاشاني
3. السيد محمّد تقي بن أبي الحسن الحسيني الأسترآبادي
4. قطب الدين الأشكوري
5. خليل بن الغازي القزويني
6. عبد الرزّاق بن الحسين اللاهيجي القمي المشهور بالفياض اللاهيجي
7. مير فضل الله الأسترآبادي
8. السيد أحمد بن زين العابدين العلوي العاملي.

## مُؤَلَّفَاتُهُ
من آثاره:
- «القبسات»
- «الصراط المستقيم»
- «الرواشح السماوية»
- «شرح الاستبصار»
- ضوابط الرضاع
- تأويل المقطعات
- نبراس الضياء
- شرعة التسمية
- أُنموذج العلوم
- الحبل المتين
- السبع الشداد
- شارع النجاة وعيون المسائل
- إثنا عشر رسالة
- الأُفق المبين.

## ٱلْمَصْدَرُ
1. ↑  عادل نويهض (1988)، مُعجم المُفسِّرين: من صدر الإسلام وحتَّى العصر الحاضر (ط. 3)، بيروت: مؤسسة نويهض الثقافية للتأليف والترجمة والنشر، ج. الثاني، ص. 497، OCLC:235971276، QID:Q122197128
2. ↑  فوائد الرضويه، 419; تاريخ عالم آراى عباسى، ج1، ص 146
3. ↑  طرابيشي، جورج (2006 م). معجم الفلاسفة (ط. الثالثة). بيروت: دار الطليعة. ص. 281. مؤرشف من الأصل في 9 سبتمبر 2019. {{استشهاد بكتاب}}: تحقق من التاريخ في: |سنة= (مساعدة)
4. ↑  محمد باقر الحسيني الاستر آبادي المعروف الميرداماد - مركز الدراسات التخصصية في الإمام المهدي نسخة محفوظة 08 يوليو 2017 على موقع واي باك مشين.
5. ↑  الفوائد الرضويه، ص 419.
6. ↑  رياض العلماء، ج5، ص 43
7. ↑  امل الامل، ج1، ص117
8. ↑  أحوال و اشعار الشيخ البهائي ص 10-23
9. ↑  امل الامل، ج1، ص110
10. 1 2  تاريخ العالم آراي عباسى، ج1، ص146
11. ↑  ريحانةالادب، ج3، ص 68
12. ↑  مستدرك الوسائل، ج3، ص425
13. ↑  التاريخ السياسي و الاجتماعي لإيران، ص172و173 ص 242
14. ↑  ملا صدرا، ص 18، 57 و 42
15. 1 2  تاريخ الفلسفة في الإسلام، ج2، ص445
16. ↑  تاريخ الفلسفة في الإسلام، ج2،
17. 1 2  تاريخ الفلسفة في الإسلام، ج2
18. ↑  مقدمة منتخبة في اثار حكماء اللاهوت في ايران ج1
19. ↑  ملا صدرا رياض العلماء و فوائد الرضويه
20. ↑  منتخب من اثار علماء الالهيات الإيرانيين ص7
21. 1 2  قصص العلماء، ص333
22. ↑  شرح الآراء الفلسفية للملا صدرا ص224
23. ↑  نفس المصدر، ص 334
24. ↑  تاريخ الفلاسفة الايرانيين
25. ↑  تاريخ الفلسفة في الإسلام ,ج2 ص452-453
26. ↑  قصص العلما، ص333
27. ↑  روضات الجنات، ج2، ص 65